# Vidmantas Mališauskas
Vidmantas Mališauskas (ur. 4 sierpnia 1963) – litewski szachista, arcymistrz od 1993 roku.

## Kariera szachowa
Pierwsze sukcesy odniósł na początku lat 90. W 1991 r. zajął I m. w otwartym turnieju memoriału Akiby Rubinsteina w Polanicy-Zdroju oraz podzielił I m. w Warszawie (wspólnie z m.in. Aloyzasem Kveinysem, Jewgienijem Glejzerowem, Ratmirem Chołmowem i Wiktorem Kuprejczykiem), natomiast w 1992 r. zwyciężył w turniejach kołowych w Novym Smokovcu (przed Zbynkiem Hráčkiem i Loekiem van Wely) oraz w Oslo (przed Eduardasem Rozentalisem). W 1993 triumfował wraz z Lembitem Ollem w turnieju strefowym (eliminacji mistrzostwa świata) w Wilnie, a następnie wystąpił w turnieju międzystrefowym w Biel/Bienne, nie osiągając jednak sukcesu. W 1994 zdobył pierwszy medal na mistrzostwach Litwy, zajmując w Wilnie II miejsce. W 1996 podzielił w Tallinnie II miejsce (za Wasilijem Iwanczukiem, a wraz z Wasilijem Smysłowem) w silnie obsadzonym turnieju szachów szybkich. W 2002 po raz drugi stanął na podium mistrzostw swojego kraju, ponownie w Wilnie zdobywając srebrny medal. W 2003 oraz 2006 dwukrotnie zajął pierwsze miejsca w mistrzostwach Litwy, natomiast w 2007 - miejsce drugie. W 2011 r. zwyciężył w międzynarodowym turnieju w Ostródzie.
W latach 1992–2006 sześciokrotnie reprezentował swój kraj na szachowych olimpiadach, był również dwukrotnym (1992, 2007) reprezentantem Litwy na drużynowych mistrzostwach Europy.
Najwyższy ranking w karierze osiągnął 1 stycznia 1993 r., z wynikiem 2570 punktów dzielił wówczas 88-94. miejsce na światowej liście FIDE, jednocześnie zajmując 3. miejsce (za Eduardasem Rozentalisem i Wiktorem Gawrikowem) wśród litewskich szachistów.